# 6 Underground
6 Underground é um filme de ação estadunidense de 2019, dirigido por Michael Bay, escrito por Paul Wernick e Rhett Reese, e estrelado por Ryan Reynolds, Mélanie Laurent, Manuel Garcia-Rulfo, Adria Arjona, Corey Hawkins, Ben Hardy e Dave Franco. A história segue um grupo de pessoas que após fingirem suas mortes formam um grupo de justiceiros planejando um golpe de estado contra um ditador.
6 Underground teve uma estreia no The Shed em Nova York em 10 de dezembro de 2019 antes de estrear na Netflix três dias depois. Com um orçamento de US$150 milhões, é uma das produções originais mais caras da platforma. Resenhas foram polarizantes, com elogios às cenas de ação e a atuação de Reynolds, mas críticas à direção e duração do filme. A eventual decepção da Netflix levou ao cancelamento de uma continuação.